# Étienne Tahon
Étienne Tahon, né le 12 juin 1920 à Ploegsteert (Comines-Warneton) et mort le 31 mars 1991 à Wattrelos, est un coureur cycliste français, professionnel de 1946 à 1951.

## Palmarès
- 1946
  - 2e de Paris-Valenciennes
- 1947
  - 3e du Circuit du Port de Dunkerque
  - 3e du Circuit du Pévèle
- 1949
  - 2e de À travers les Hauts-de-France
  - 3e de Tourcoing-Dunkerque-Tourcoing